# Пиковая дама (фильм, 1987)
«Пиковая дама» — драма Петра Фоменко по произведению А. С. Пушкина.

## Сюжет
Сюжет повести обыгрывает излюбленную Пушкиным (как и другими романтиками) тему непредсказуемой судьбы, фортуны, рока. Молодой военный инженер немец Германн ведёт скромную жизнь и копит состояние, он даже не берёт в руки карт и ограничивается только наблюдением за игрой. Его приятель Томский рассказывает историю о том, как его бабушка-графиня, будучи в Париже, проиграла крупную сумму в карты. Она попыталась взять взаймы у графа Сен-Жермена, но вместо денег тот раскрыл ей секрет трех выигрышных карт. Графиня, благодаря секрету, полностью отыгралась.
Германн, соблазнив её воспитанницу, Лизу, проникает в спальню к графине, мольбами и угрозами пытаясь выведать заветную тайну. Увидев Германна, вооруженного пистолетом (который, как выяснилось впоследствии, оказался незаряженным), графиня умирает от сердечного приступа. На похоронах Германну мерещится, что покойная графиня открывает глаза и бросает на него взгляд. Вечером её призрак является Германну и говорит, что три карты («тройка, семёрка, туз») принесут ему выигрыш, но он не должен ставить больше одной карты в сутки. Три карты становятся для Германна навязчивой идеей:
…Увидев молодую девушку, он говорил: «Как она стройна!.. Настоящая тройка червонная». У него спрашивали: который час, он отвечал: — без пяти минут семерка. — Всякий пузастый мужчина напоминал ему туза. Тройка, семерка, туз — преследовали его во сне, принимая все возможные виды: тройка цвела перед ним в образе пышного грандифлора, семерка представлялась готическими воротами, туз огромным пауком. Все мысли его слились в одну, — воспользоваться тайной, которая дорого ему стоила…
В Петербург приезжает знаменитый картёжник миллионер Чекалинский. Германн ставит весь свой капитал на тройку, выигрывает и удваивает его. На следующий день он ставит все свои деньги на семёрку, выигрывает и опять удваивает капитал. На третий день Германн ставит деньги (уже около двухсот тысяч) на туза. Выпадает туз. Германн думает, что победил, но Чекалинский говорит, что дама Германна проиграла. Каким-то невероятным образом Германн «обдёрнулся» — поставил деньги вместо туза на даму. Германн видит на карте усмехающуюся и подмигивающую пиковую даму, которая напоминает ему графиню. Разорившийся Германн попадает в лечебницу для душевнобольных, где ни на что не реагирует и поминутно «бормочет необыкновенно скоро: — Тройка, семерка, туз! Тройка, семерка, дама!..»

## В ролях
- Раймонда Климавичюте — "Тайная недоброжелательность"
- Алексей Бураго — Германн
- Дарья Белоусова — Старая графиня
- Ольга Гапеева — Графиня в молодости
- Алла Плоткина — Лизавета Ивановна
- Рамил Ибрагимов — Томский
- Сусанна Серова — "Старая барская барыня"
- Петр Ступин — Первый гость
- Евгений Калинцев — Второй гость
- Роман Кветнер — Сурин
- Владимир Топцов — Нарумов

## Съёмочная группа
- Режиссёр-постановщик: Петр Фоменко
- Автор сценария: Петр Фоменко
- Режиссёр: Алексей Бураго
- Режиссёр-педагог по речи: Сусанна Серова
- Режиссёр-педагог: Ольга Фирсова
- Телевизионный режиссёр: Людмила Хмельницкая
- Ассистент режиссёра: Любовь Тимофеева
- Оператор: В. Кобычев
- Художник: Станислав Морозов
- Художник по костюмам: И. Микоян
- Звукорежиссёр: М. Карпинская
- Администратор: Е. Зайцева
- Редактор: К. Строилова

## Дополнительная информация
- Съёмки происходили в залах Государственного музея А. С. Пушкина.